# Пынарбаши (Эзине)
Пынарбаши, также Бунарбаши — деревня в Эзине в Азиатской Турции (Анатолии), в 40 километрах от Эдремита, на реке Скамандра.
В километре от этого села, на высоком плато, много остатков древних построек, фрагментов колонн, барельефов, ваз и статуй. В XIX веке это место ошибочно считалось меторасполодением древней Трои.
Пынарбаши известна своими многочисленными источниками теплых вод (14°), которые бьют с большой силой и впадают в Скамандру по двум каналам.

## Источник
" Pınarbaşı (Ezine) ", dans Pierre Larousse, Grand dictionnaire universel du XIXe siècle, Paris, Administration du grand dictionnaire universel, 15 vol., 1863—1890 [détail des éditions].